# Philip Thomas
Philip Thomas (Easton, 1810. szeptember 12. – Baltimore, 1890. október 2.) az Amerikai Egyesült Államok szenátora (Maryland, 1867–1868).